# Tiếng Nhật Trung thế
Tiếng Nhật Bản trung thế (中世日本語 chūsei nihongo) là một giai đoạn của Tiếng Nhật Bản sau Tiếng Nhật trung cổ và trước tiếng Nhật cận đại. Đó là một giai đoạn chuyển tiếp mà ngôn ngữ thể hiện nhiều đặc điểm cổ xưa của nó và trở nên gần gũi hơn với hình thức hiện đại của nó.
Thời kỳ kéo dài khoảng 500 năm kéo dài từ thế kỷ 12 đến thế kỷ 16. Nó thường được chia thành Trung cổ và Trung thế. Về mặt chính thức, nửa đầu của Tiếng Nhật Trung thế bao gồm sự kết thúc của Thời kỳ Heian được biết đến Insei và thời kỳ Kamakura; nửa kế tiếp của Tiếng Nhật Trung thế bao gồm thời kỳ Muromachi.